# خوزستان (ترانه)
«خوزستان» ترانه‌ای با مضمون سیاسی-اجتماعی با ترانه‌سرایی حسین صفا و خوانندگی محسن چاوشی است. آهنگسازی و تنظیم این ترانه توسط محسن چاوشی انجام شد و در ۳ خرداد ۱۳۹۷ منتشر شد.